# Dictionarium latino-epiroticum, una cum nonnullis usitatioibus loquendi formulis
Dictionarium latino-epiroticum, una cum nonnullis usitatioribus loquendi formulis (pl. Słownik łacińsko-epirocki oraz kilka powszechnych zwrotów) – łacińsko-albański słownik opublikowany 30 maja 1635 w roku w Rzymie przez Franga Bardhiego. Zawiera 5640 łacińskich haseł przetłumaczonych na albański oraz dodatek z częściami mowy i przysłowiami. Jest to pierwsze albańskie dzieło leksykograficzne, pierwsza lista albańskich powiedzeń i przysłów oraz (dzięki dodatkowi) próba opracowania gramatyki albańskiej. Zawiera też autentyczne dialogi, które mają dużą wartość historyczną.

## Cel słownika
Bardhi, katolicki duchowny, przygotował słownik, aby pomóc klerowi w nauce łaciny. Związane to było z bardzo słabą sytuacją kościoła katolickiego w Albanii – księża albańscy byli często niepiśmienni i nie znali łaciny, mieli też niewielkie pojęcie o nauce Kościoła. Jednocześnie zagraniczni księża przebywający w Albanii nie znali języka albańskiego, co prowadziło do sytuacji, w których wierni musieli spowiadać się za pomocą tłumaczy. Bardhi chciał więc stworzyć słownik, który pomógłby w dokształceniu albańskiego kleru.
Przyświecała mu także troska o czystość języka albańskiego, który znajdował się w tamtym czasie pod silnym wpływem języka tureckiego.

## Układ treści
Słownik ma 238 stron. Poprzedzony jest przedmową pt. Do wszystkich tych Albańczyków, którzy wezmą tę książkę, by ją przeczytać i przestudiować oraz czterema wierszami autorstwa Stephanusa Gasparusa, Franciscusa Azzopardusa i Matthaeusa Dudesiusa. Wiersze te są krótkie, napisane w języku łacińskim, a ich treścią jest pochwała dzieła Bardhiego. Część właściwa słownika zawiera 5640 haseł. Następuje po niej 30-stronicowy, czterojęzyczny dodatek, napisany po łacinie, włosku, albańsku i turecku. Znajduje się w nim 7 rozdziałów (Rzeczowniki i liczebniki, Nazwy pokrewieństwa, Miasta i zamki, Przysłówki, Przyimki, Wykrzykniki, Przysłowia, powiedzenia, dialogi i pozdrowienia); część ostatnia zawiera 113 przysłów.